# Besuki (Sambit)
Besuki is een bestuurslaag in het regentschap Ponorogo van de provincie Oost-Java, Indonesië. Besuki telt 1639 inwoners (volkstelling 2010).